# Бродис, Айвор
Айвор Бродис (англ. Ivan Arthur «Ivor» Broadis; 18 декабря 1922 — 12 апреля 2019) — английский футболист, после окончания футбольной карьеры был успешным футбольным журналистом.

## Биография
Родился 18 декабря 1922 года на Собачьем острове в Лондоне.
Участник Второй мировой войны — был лётчиком Королевских ВВС, налетал 500 часов на самолётах Vickers Wellington и Avro Lancaster. Уже во время войны приглашался в качестве любителя в футбольный клуб «Тоттенхэм Хотспур», где его имя Айван Артур стали произносить как Айвор. В конце войны находился в Северной Италии, где его застала новость о капитуляции милитаристской Японии, после чего он вернулся в Англию.
По возвращении на родину продолжил карьеру футболиста, выступал за многие английские клубы. Примечательно, что в 1946 году он стал самым молодым играющим тренером в истории чемпионатов Англии, возглавив клуб «Карлайл Юнайтед» и через три года продав самого себя за 18 тысяч фунтов (в то время — внушительная сумма) в футбольный клуб «Сандерленд». Завершил свою карьеру футболиста в клубе «Куин оф зе Саут» и в день своего 90-летия был самым старым из живущих игроков этого клуба. Играл также за сборную Англии и был участником чемпионата мира 1954 года, где в трёх играх забил два гола.
В 1955 году Айвор Бродис закончил карьеру футболиста и следующие 45 лет своей жизни был футбольным журналистом.